# Break Like the Wind
Albums de Spinal Tap
This Is Spin̈al Tap
(1984)
Break Like The Wind est le seul vrai album du faux groupe de heavy metal parodique britannique Spinal Tap. Il a été enregistré et publié en 1992, sous la demande insistante des fans qui réclamaient depuis longtemps une reformation réelle du combo. Ce disque, qui, à cause de la mode grunge, n'a pas eu autant de succès qu'espéré, n'a été promu que par un seul concert, le premier live donné réellement par Spinal Tap, au Royal Albert Hall de Londres en 1992. L'album est disponible, avec la BO du film, dans le coffret DVD+bonus sorti en 2003.

## Composition du groupe
- Michael McKean (David St.Hubbins) : chant et guitare.
- Christopher Guest (Nigel Tufnel) : guitare et chœurs.
- Harry Shearer (Derek Smalls) : basse et chœurs.
- Caucasian Jefrey Vanston : claviers.
- Ric Shrimpton : batterie.

## Invités
- Dweezil Zappa : solo de guitare sur Diva Fever.
- Cher : chant sur Just Begin Again.
- Steve Lukather : guitare sur Just Begin Again.
- The London Panharmonic Orchestra sur Rainy Day Sun.
- Slash, Steve Lukather, Joe Satriani, et Jeff Beck : guitares sur Break Like The Wind.
- Luis Conte : percussions sur Christmas With The Devil.
- Steve Lukather : piano sur Christmas With The Devil.

## Liste des chansons de l'album
1. Bitch School - 2:50
2. The Majesty Of Rock - 3:55
3. Diva Fever - 3:06
4. Just Begin Again - 4:53
5. Cash On Delivery - 3:04
6. The Sun Never Sweats - 4:23
7. Rainy Day Sun - 3:43
8. Break Like The Wind - 4:35
9. Stinkin' Up The Great Outdoors - 2:51
10. Springtime - 4:02
11. Clam Caravan - 3:37
12. Christmas With The Devil - 4:33
13. Now Leaving - 2:09
14. All The Way Home - 2:08